# Carl Anton Widersprecher
Carl Anton Widersprecher (* 3. März 1753 in Rödelheim; † 23. September 1795 in Oldenburg) war ein deutscher Verwaltungsjurist und oldenburgischer Kanzleirat.

## Leben
Carl Anton Widersprecher wuchs nach dem frühen Tod seiner Eltern bei Verwandten in Rödelheim auf und sollte eigentlich Kaufmann werden. Er wurde zunächst durch Hauslehrer erzogen und besuchte ab 1770 das Gymnasium in Idstein. Von 1772 bis 1774 studierte er Jura an der Universität Tübingen. Anschließend fand er seine erste Anstellung als Privatsekretär in Frankfurt am Main.
1775 wurde er dann Sekretär des soeben zum Koadjutor des Hochstifts Lübeck gewählten Prinzen Peter Friedrich Ludwig aus dem Haus Holstein-Gottorp (1755–1829), der wiederum nach dem Vertrag von Zarskoje Selo als Landesherr des Herzogtums Oldenburg vorgesehen war.
Bis 1779 begleitete Widersprecher Peter Friedrich Ludwig auf dessen Reisen nach Russland, England und Dänemark und übersiedelte 1779 mit ihm nach Rastede. Auf seine Empfehlung wurde Widersprecher im September 1781 in den oldenburgischen Staatsdienst aufgenommen und als Assessor in der Regierungskanzlei des Herzogtums angestellt. Im Juli 1793 wurde er zum Kanzleirat befördert.
In Oldenburg schloss sich Widersprecher dem Kreis um Gerhard Anton von Halem an und gehörte zu den ersten Mitgliedern der Literarischen Gesellschaft der Residenzstadt. Weiterhin war er Mitarbeiter an der von Halem und Gerhard Anton Hermann Gramberg herausgegebenen Zeitschrift Blätter vermischten Inhalts.

### Familie
Widersprecher heiratete 1782 Anna Catharina Knodt (1764–1827), die Tochter des gräflich bentinckschen Kammerrats Adam Levin Knodt (1726–1787). Der gemeinsame Sohn Anton Gottlieb Georg (1787–1842) trat später selbst in oldenburgische Dienste, wurde Geheimer Hofrat und Mitglied des Konsistoriums sowie des Generaldirektoriums für das Armenwesen.